# Euro en Lettonie
- États membres de la zone euro : 20 pays (Allemagne, Autriche, Belgique, Chypre, Croatie, Espagne, Estonie, Finlande, France, Grèce, Irlande, Italie, Lettonie, Lituanie, Luxembourg, Malte, Pays-Bas, Portugal, Slovaquie, Slovénie)
- Micro-États non membres de l'UE utilisant l'euro avec l'accord de l'UE : 4 pays (Andorre, Monaco, Saint-Marin et Vatican)
- États non membres de l'UE qui ont adopté l'euro unilatéralement : 2 pays (Kosovo et Monténégro)
- États membres de l'Union européenne (UE) qui ont rejoint le MCE II : 1 pays (Bulgarie)
- État membre de l'UE faisant partie du MCE II mais qui est exempté de l'obligation de rejoindre la zone euro (Danemark).
- États membres de l'UE qui ont l'obligation  de rejoindre la zone euro : 5 pays (Hongrie, Pologne, Roumanie, Suède et Tchéquie)

L'introduction de l'euro en Lettonie découle du traité d'Athènes de 2003 qui a permis l'adhésion de la Lettonie à l'Union européenne le 1er mai 2004. La monnaie de la Lettonie était le lats avant l'adoption de l'euro. Selon le traité d'Athènes, les nouveaux membres du l'Union européenne « doivent rejoindre l'union économique et monétaire à partir de la date d'adhésion », ce qui signifie que la Lettonie devait adopter l'euro, ce qu'elle a fait au 1er janvier 2014.
La Lettonie est membre de l'union économique et monétaire de l'Union européenne (UEM) et avait initialement prévu de rejoindre la zone euro au 1er janvier 2008. En février 2012, le ministre des finances suédois Anders Borg a rappelé à la Lettonie de ne pas retarder son objectif de 2014, date prévue pour l'adoption de l'euro et le Parlement a adopté une loi fixant la date du 1er janvier 2014. Le 5 juin 2013, la Commission européenne valide cette date. Le 9 juillet 2013, les ministres des finances de l'UE ont autorisé la Lettonie à adopter l'euro le 1er janvier 2014, et ont fixé le taux de conversion à 0,702804 lats pour un euro.

## Adhésion à la zone euro
La monnaie de Lettonie, le lats, participe au MCE II depuis le 2 mai 2005, et son taux de change avec l'euro varie à plus ou moins 1 %, 1 EUR = 0,702804 LVL. La Lettonie avait tout d'abord prévu d'adopter l'euro le 1er janvier 2008, mais cela a été repoussé plusieurs fois,, mais après l'élection du président letton Andris Bērziņš en 2011, ce dernier déclare qu'il a pour objectif de rejoindre la zone euro en 2014. « Personnellement, je suis très optimiste, nous rejoindrons la zone euro le 1er janvier 2014. C'est notre objectif et nous travaillons dur pour mettre en œuvre ce processus ».
Le 31 janvier 2013, le Parlement adopte une loi prévoyant l’adhésion à l’euro le 1er janvier 2014.
La période de préalimentation des pièces en euros commence le 1er novembre 2013. La période de sous-préalimentation démarre le 10 décembre, en même temps que la mise à disposition du grand public des « sachets premières pièces en euros ». Les comptes sont convertis en euros le 1er janvier 2014. À compter de ce jour et jusqu'au 30 juin de la même année, les lats peuvent être échangés gratuitement contre des billets en euros dans les bureaux de poste et les banques. La double circulation du lats et de l'euro s'achève quant à elle le 14 janvier 2014, faisant des billets et pièces en euros les seuls ayant cours légal à partir du 15 janvier 2014. Les billets et pièces en lats peuvent être échangés dans les bureaux de poste jusqu'au 31 mars 2014 et dans les banques jusqu'au 30 juin 2014. Ils pourront néanmoins être échangés sans limite de temps auprès de la Banque de Lettonie.

## Statut
Le traité de Maastricht prévoit initialement que tous les membres de l'Union européenne devront rejoindre la zone euro une fois les critères de convergence atteints. En mai 2012, la Lettonie remplissait 4 des 5 critères. En janvier 2013, elle les remplit tous, laissant envisager une intégration en janvier 2014, à condition notamment que les taux d’intérêt ne remontent pas. Le 5 juin 2013, la Commission européenne a publié son rapport de convergence 2013 sur la Lettonie et recommande l'intégration du pays dans la zone euro à dater du 1er janvier 2014, conformément aux prévisions lettonnes.
|                                                                     | Critères de convergence | Critères de convergence | Critères de convergence | Critères de convergence | Critères de convergence     |
|                                                                     | Inflation               | Finances publiques      | Finances publiques      | Membre du MCE II        | Taux d'intérêt à long terme |
| Déficit budgétaire annuel au PIB                                    | Inflation               | Dette publique au PIB   |                         | Membre du MCE II        | Taux d'intérêt à long terme |
| ------------------------------------------------------------------- | ----------------------- | ----------------------- | ----------------------- | ----------------------- | --------------------------- |
| Valeur de référence                                                 | max 2,7 %               | max 3 %                 | max 60 %                | min 2 ans               | max 5,5 %                   |
| Lettonie                                                            | 1,3 % (2013)            | 1,2 % (2013)            | 40,7 % (2013)           | depuis le 2 mai 2005    | 3,8 % (2013)                |
| Notes : 1. 2. Légende : - Critère satisfait - Critère non satisfait |                         |                         |                         |                         |                             |

## Dessins des pièces d'euro lettones

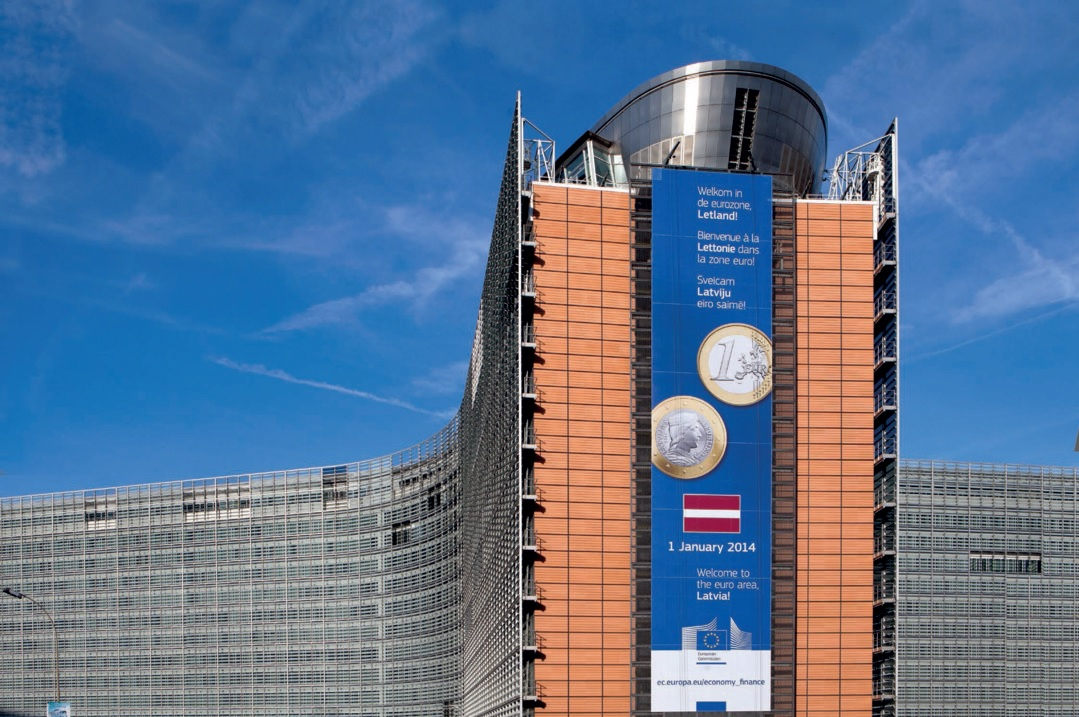
Affiche célébrant l'entrée de la Lettonie dans la zone euro sur la façade de la Commission européenne.

## Opinion publique
L'opinion publique est divisée à propos de l'adoption de l'euro. Selon un sondage publié en décembre 2012, 35 % des Lettons sont favorables à l'adoption de la monnaie unique, dont seulement 10 % « dès que possible ». Ils sont 37 % à s'y opposer et donc 28 % sont sans avis. Selon une autre enquête conduite par la banque DnB NOR, ils sont 50 % à s'y déclarer favorables, dont seulement 8 % soutiennent une adhésion dès 2014. Ils sont 41 % à s'y opposer et 9 % sont indécis.

## Sources

## Compléments